# Abrothrix olivacea
Abrothrix olivacea is een zoogdier uit de familie van de Cricetidae. De wetenschappelijke naam van de soort werd voor het eerst geldig gepubliceerd door Waterhouse in 1837.

## Verspreidingsgebied
De soort wordt aangetroffen in Chili en Argentinië.